# 双子座DM
双子座DM（DM Geminorum）也被称为1903年双子座新星（Nova Geminorum 1903）是一颗位于双子座的新星，1903年爆发。爆发时最亮视星等为4.8，在爆发后17天亮度即下降3等，现在它的亮度仅有16.5等。
双子座DM是由英国天文学家赫伯特·特纳发现的。

## 天球坐标
- 赤经：06h 44m 11s.59
- 赤纬：+29° 56' 42".7